# 1945年の日本競馬
1945年の日本競馬（1945ねんのにほんけいば）では、1945年（昭和20年）の日本競馬界についてまとめる。
馬齢は旧表記で統一する。
1944年の日本競馬 - 1945年の日本競馬 - 1946年の日本競馬

## できごと

### 1月 - 3月
- 1月13日 - 日本競馬会は、記録賞・能力賞・種牡馬賞を交付することを決め、これを馬政局長にあて申請した。この申請は1月26日に認可された[1]。
- 2月12日 - 島田俊雄農商相は、日本競馬会に対し「競馬法第26条の規定により輓馬機動隊に監視その会において必要なる施設を為すことを命ず」との命令書を発する。この背景には、日本競馬会理事長の安田伊左衛門が「輓馬機動隊は業務規則に規定されている事業にはない」とのことで反対していたためであった[1]。
- 2月20日 - 日本競馬会は理事会を開き、業務規則を改正して「輓馬機動隊の運営」の項を追加し、処務規定を改正して輓馬機動隊本部の設置に伴う機構改革などを決議、併せて700万円を上限とする借入金の申請を決定した。これに対して主務省は同日付で申請を認可し、また同日付で改正の業務規則が施行された[2]。
- 2月27日 - 日本競馬会は理事会で、能力検定競走の施行場所の変更を決定した[2]。
- 2月28日 - 安田伊左衛門理事長は島田俊雄農商相にあて、輓馬機動隊設置に要する補助金の交付方を申請する。これに対し、農商相は3月29日に日本競馬会に対して約162万円を交付する旨を指令した[2]。
- 3月1日 - 空襲の激化に伴い、日本競馬会は警防手当を支給することとした[2]。
- 3月13日 - 日本競馬会は輓馬機動隊の本部を東京上野松坂屋3階に置き、また部隊事務所を世田谷区用賀の修練場に開設した[3]。
- 3月20日 - 安田伊左衛門理事長は京都競馬場長にあて、能力検定競走施行場所の変更に伴い、京都競馬場の一部施設を輓馬機動隊の運営に転用する旨を通牒した[3]。
- 3月28日 - 日本競馬会は理事会を開き、北海道、東北、関東、九州に支所を開設することについて協議した[3]。

### 4月 - 6月
- 4月1日 - 日本競馬会は、岩手県滝沢村の東北種馬育成所にある巣子分厩を東北支所として開設した[3]。
- 4月4日 - 京都競馬場が輓馬機動隊関西支部となる[3]。
- 5月1日 - 北海道静内町に日本競馬会の北海道支所が開設される[3]。
- 6月6日 - 農商相は省令第22号をもって「馬移動統制規則」を公布、即日施行された。これにより日本競馬会は家畜市場の出場馬を全部購入することになった。九州地区ではすでにセリが行われていたので、計57頭の非能力検定馬に、産駒整理補助金を交付した[4]。
- 6月15日 - 輓馬機動隊関西支部は、京都競馬場から大阪市東区久宝寺町の大阪営林局内に移転した[4]。

### 7月 - 9月
- 7月20日 - 安田伊左衛門理事長は、東北・北海道両支所長にあて「第1次能力検定競走を8月1日から10日までの間に施行」するように指示した[4]。
- 7月28日 - 6月2日に馬政局より政府補助金申請の指示を受けていた安田伊左衛門理事長は、馬購入費・能力検定費・補助費として5,731,509円を申請した。この申請は満額通らず、8月23日に農商相より4,050609円の交付する旨が指令された[4]。
- 8月6日 - 日本競馬会北海道支所での第1次能力検定競走が行われる。開催は6日・7日・11日・14日の4日間で、出走馬は支所繋養馬34頭、いずれも跣蹄[注 1]で走らせている。観覧者は毎回地元生産者が主で、約50名であった[4]。
- 8月8日 - 陸軍軍医学校出張所に貸与中の中山競馬場の第2馬見所1棟が不審火のため焼失する[4]。
- 8月 - 日本競馬会東北支所で第1次能力検定競走が4日間開催される。その最終日に安田伊左衛門理事長も参観していたが、空襲に遭い林間に避難したという[4]。
- 8月15日 - 終戦。
- 8月19日 - 日本競馬会は戦時中に軍に接収されていた各競馬場の返還運動を開始する[5]。
- 8月22日 - 極端な食糧不足に対処するために、日本競馬会は昭和21年（1946年）までの各競馬場の農地化計画を立案する。東京競馬場が第1農場、用賀修練場が第2農場、中山競馬場が第3農場、福島競馬場が第4農場と定められた[5]。
- 8月26日 - 農商省が農林省に改称。また、馬政局が廃止された[5]。
- 8月28日 - 北海道・東北支所で予定されていた第2次能力検定競走の実施を延期[5]。
- 8月31日 - 日本競馬会は輓馬機動隊を「輓曳事業本部」に改称[5]。

### 10月 - 12月
- 9月29日 - 北海道支所で第2次能力検定競走が開催される。10月2日までの開催[5]。
- 10月1日 - 東北支所で第2次能力検定競走が開催される。10月10日までの開催[5]。
- 10月10日 - 札幌競馬場場内に事務所が開設。これにより北海道支所は廃止された[6]。
- 10月26日 - 農林省が畜産局を復活させる[5]。
- 11月2日 - 日本競馬会は理事会を開き、「競馬施行方針」について審議、競馬の目的等17項目にわたってまとめ、これを評議委員の諮問を経て11月7日に主務省に上申書を提出した[5]。
- 11月17日 - 阪神競馬場（逆瀬川）では食糧不足への対処として甘藷が植えられた[6]。
- 11月20日 - 戦争終結に伴い、「軍馬資源保護法」「同施行令」「施行規則」等が撤廃される。これにより地方競馬は根拠法を失い、闇競馬の時代に突入する[5]。
- 12月5日 - 場内全施設を利用してワクチン製造を行うため、日本競馬会は新潟競馬場を東京芝浦電気に昭和21年（1946年）5月末まで貸与する契約を結んだ[6]。

## 誕生
この年に生まれた競走馬は1948年のクラシック世代となる。

### 競走馬
- 2月19日 - ハマカゼ
- 3月12日 - タマツバキ
- 3月22日 - ニユーフオード
- 4月14日 - ヒデヒカリ
- 4月30日 - ミハルオー
- 5月23日 - ヤシマヒメ
- 不明 - ホウセイ

### 人物
- 1月13日 - 白井寿昭 調教師（JRA）
- 1月15日 - 大崎昭一 騎手（JRA）
- 2月17日 - 小林常泰 騎手、調教師（JRA）
- 4月12日 - 沢峰次 騎手、調教師（JRA）
- 8月12日 - 境征勝 調教師（JRA）
- 8月22日 - 武田博 騎手、調教師（JRA）
- 9月23日 - 鈴木勝美 調教師（JRA）
- 10月5日 - 橋口弘次郎 騎手（NAR）、調教師（JRA）
- 11月8日 - 嶋田功 騎手、調教師（JRA）